# Strada Statale 407 Basentana
Die Strada Statale 407 „Basentana“ ist eine italienische Staatsstraße.

## Verlauf
Die SS 407 verbindet die Regionalhauptstadt Potenza mit der Ionischen Küste durch das Tal des Flusses Basento. Sie bildet die östliche Verlängerung des Autobahnzubringers Sicignano–Potenza und ist Teil der Europastraße 847.